# Sebastiano Galeotti

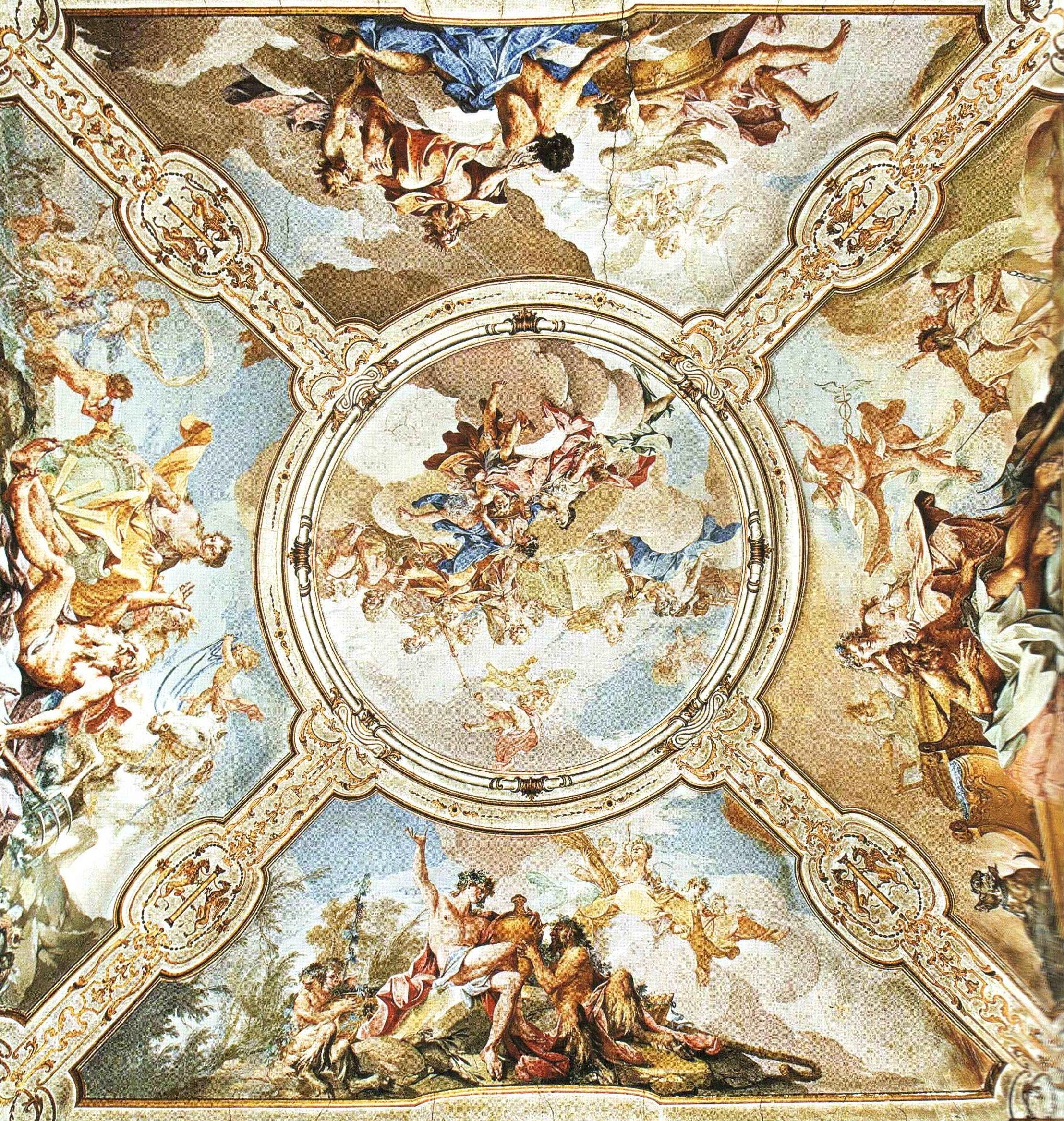
Convito di Amore e Psiche, palazzo Sanvitale (Parma)

Sebastiano Galeotti (Firenze, 22 dicembre 1675 – Mondovì, 1741) è stato un pittore italiano.

## Biografia
Dopo un periodo di studio presso Giovanni Gioseffo dal Sole e lavori a Bologna,  a Firenze e a Pisa si trasferì, attorno al 1720, a Piacenza e poi ancora a Parma, dove realizzò numerose opere.
A Piacenza i suoi lavori sono presenti in diverse chiese, San Giorgio Sopramuro, San Dalmazio, San Giuseppe delle Carmelitane, San Vincenzo, San Giovanni in Canale; a Parma nell'Oratorio delle Grazie, in Duomo, in Sant'Uldarico, nella Santissima Annunziata.
Spiccano nella produzione dell'artista, per quantità e qualità, i suoi affreschi eseguiti a Lodi presso il sontuoso palazzo Pitoletti Fontana; nella chiesa di San Francesco, dove il Santo di Assisi si libra in aria incorniciato da una scenografica architettura di colonne tortili; e presso il salone antico della Biblioteca dello storico Collegio San Francesco.
Decorò anche diversi palazzi a Parma, Sala Baganza (PR) e Sissa (PR). Lavorò poi a Genova (Palazzo Spinola), in cui abitò dal 1729 al 1736, per poi trasferirsi a Mondovì ove visse gli ultimi anni della sua vita. Lo vediamo attivo al Castello di Rivoli (To) dove affresca la volta dell'atrio con la scena del matrimonio di Bacco e Arianna. Nel Santuario della Madonna di Caravaggio a Codogno dipinse due pale d'altare che raffigurano la Presentazione di Maria al tempio e il Transito di San Giuseppe.